# پومونا پارک (فلوریدا)
پومونا پارک (به انگلیسی: Pomona Park) شهرکی در شهرستان پوتنام ایالت فلوریدا است که در سال ۱۸۹۴ بنیان‌گذاری شده‌است. این شهرک طبق سرشماری سال ۲۰۱۰ میلادی، ۹۱۲ نفر جمعیت داشته و مساحت آن نیز ۸٫۶ کیلومتر مربع است.